# Deutscher Kulturpolitikpreis
Der Deutsche Kulturpolitikpreis ist eine jährlich vom Deutschen Kulturrat verliehene Auszeichnung für besondere kulturpolitische Verdienste in Deutschland. Die ARD-Kulturradios sind Medienpartner bei der Verleihung des Preises.

## Geschichte des Preises
Der Kulturpolitikpreis wurde 2021 erstmals verliehen und löst den seit 1992 vergebenen Kulturgroschen ab.

## Preisträger
- 2021: Josef Schuster, Präsident des Zentralrats der Juden in Deutschland für außerordentliche kulturelle wie kultur- und bildungspolitische Engagement und die stete Dialogbereitschaft mit anderen gesellschaftlichen Gruppen; Laudatio Kulturstaatsministerin Monika Grütters.[3][4][5]
- 2022: Bénédicte Savoy, Kunsthistorikerin und Hochschullehrerin für ihr außerordentliches wissenschaftliches wie kulturpolitisches Engagement mit Blick auf den Kunstraub und die Restitution von Kulturgut; Laudatio Präsident der Berlin-Brandenburgischen Akademie der Wissenschaften Christoph Markschies.[6]
- 2023: Isabel Pfeiffer-Poensgen[7], ehemalige Ministerin für Kultur und Wissenschaft des Landes Nordrhein-Westfalen für ihr langjähriges, beharrliches, vielseitiges kulturpolitisches Engagement, Laudatio Carsten Brosda, Senator für Kultur und Medien der Freien und Hansestadt Hamburg.
- 2024: Hans Joachim Schellnhuber, Klimawissenschaftler und Gründungsdirektor des Potsdam-Instituts für Klimafolgenforschung für sein langjähriges, umfassendes und vielseitiges Engagement für Nachhaltigkeit und Klimaschutz[8]; Laudatio Eckart von Hirschhausen[9].
- 2025: Monika Grütters, ehemalige Beauftragte der Bundesregierung für Kultur und Medien für Ihr Engagement als Vorsitzende des Kulturausschusses im Deutschen Bundestag und dann vor allem als Kulturstaatsministerin, das wesentlich dazu beigetragen hat, dass kulturpolitische Themen in den Fokus der Öffentlichkeit gerieten[10]